# 圣皮埃尔迪瓦勒
圣皮埃尔迪瓦勒（法語：Saint-Pierre-du-Val）是法国厄尔省的一个市镇，属于贝尔奈区和伯兹维尔县（Beuzeville）。该市镇总面积12.23平方公里，2009年时的人口为540人。

## 人口
圣皮埃尔迪瓦勒人口变化图示